# Ranunculus platanifolius
Ranunculus platanifolius es una planta  de la familia de las ranunculáceas.

## Descripción
Perenne, robusta. Tallo erecto y ramificado y glabro en la parte superior. Hojas palmatipartidas (el segmento central no alcanza libre la base) con 5-7 lóbulos. Flores de 10-20 cm, blancas, numerosas; sépalos pardo-rojizos, caedizos.

## Distribución y hábitat
En España en el Pirineo y en otras montañas en el centro y sur de Europa.
Vive en claros del bosque húmedos, más en hayedos, orillas de arroyos, en comunidades megafórbicas y lugares majadeados de pino negro.